# قائمة برامج نتفليكس الأصلية
أنتج نتفليكس مسلسل الدراما السياسية بيت من ورق وأطلق في عام 2013، وبعد نجاح المسلسل أنتج نتفليكس العديد من البرامج والأفلام، مايقارب 126 مسلسل وفيلم في عام 2016 فقط، أكثر من أي قناة أو شبكة تلفزيونية في الولايات المتحدة. فيما يلي قائمة بالبرامج التلفزيونية والأفلام التي أنتجها نتفليكس وحده أو بالاشتراك مع شركات أخرى.

## البرامج الأصلية

### دراما
| العنوان                    | النوع                     | تاريخ البثّ      | المواسم          | مدة العرض    | ملاحظات                             |
| -------------------------- | ------------------------- | --------------- | ---------------- | ------------ | ----------------------------------- |
| بيت من ورق                 | دراما سياسية              | 1 فبراير، 2013  | 4 مواسم؛ 52 حلقة | 59-42 دقيقة  | إنتهى                               |
| هيملوك غروف                | رعب / جريمة               | 19 أبريل، 2013  | 3 مواسم؛ 33 حلقة | 58-45 دقيقة  | إنتهى                               |
| البرتقالي هو الأسود الجديد | كوميديا-دراما             | 11 يوليو، 2013  | 4 مواسم؛ 52 حلقة | 92-51 دقيقة  | جدد لموسم سادس وسابع                |
| ماركو بولو                 | دراما تاريخية             | 12 ديسمبر، 2014 | 2 موسم؛ 20 حلقة  | 65-48 دقيقة  | إنتهى                               |
| السلالة                    | إثارة                     | 20 مارس، 2015   | 2 موسم؛ 23 حلقة  | 68-49 دقيقة  | جدد لموسم ثالث واخير                |
| سينسايت                    | خيال علمي                 | 5 يونيو، 2015   | 1 موسم؛ 12 حلقة  | 66-48 دقيقة  | سيعرض الموسم الثاني في 5 مايو، 2017 |
| ناركوس                     | دراما / جريمة             | 28 أغسطس، 2015  | 2 موسم؛ 20 حلقة  | 57-43 دقيقة  | جدد لموسم ثالث ورابع                |
| أشياء غريبة                | خيال علمي / رعب           | 15 يوليو، 2016  | 1 موسم؛ 8 حلقات  | 55-41 دقيقة  | جدد لموسم ثالث ورابع.               |
| التاج                      | دراما / سيرة ذاتية        | 4 نوفمبر، 2016  | 1 موسم؛ 10 حلقات | 55-61 دقيقة  | جدد لموسم ثاني                      |
| بنات غيلمور: عام في الحياة | دراما عائلية / مسلسل قصير | 25 نوفمبر، 2016 | 1 موسم؛ 4 حلقات  | 102-88 دقيقة | قيد الإنتظار                        |
| أو أي                      | غموض                      | 16 ديسمبر، 2016 | 1 موسم؛ 8 حلقات  | 71-31 دقيقة  | جدد لموسم ثاني                      |
| سلسلة من الأحداث السيئة    | كوميديا سوداء / غموض      | 13 يناير، 2017  | 1 موسم؛ 8 حلقات  | 64-42 دقيقة  | جدد لموسم ثاني                      |
| ثلاثة عشر سبباً             | دراما                     | 31 مارس، 2017   | 1 موسم؛ 13 حلقة  | 61-49 دقيقة  | جدد لموسم ثاني                      |
| غجر                        | إثارة نفسية               | 30 يونيو، 2017  | 1 موسم؛ 10 حلقة  | 46–58 دقيقة  | أنتهى                               |
| أوزارك                     | دراما، جريمة              | 21 يوليو، 2017  | 1 موسم؛ 10 حلقة  | 52–80 دقيقة  | جدد لموسم ثاني                      |
| مايندهنتر                  | دراما                     | 13 أكتوبر، 2017 | 1 موسم؛ 10 حلقة  | 34–60 دقيقة  | قيد الإنتظار                        |
| غودليس                     | دراما                     | 22 نوفمبر، 2017 | 1 موسم؛ 7 حلقة   | 41–80 دقيقة  | منتهي                               |
| ريفرديل                    | دراما                     | 26 يناير، 2017  | 5 مواسم 78 حلقه  | 43-50 دقيقه  | متجدد                               |
| سيغموند فرويد              | دراما                     |                 | 1موسم؛8 حلقه     | 45-55 دقيقه  |                                     |

### عالم مارفل السينمائي
| العنوان         | النوع                    | تاريخ البثّ      | المواسم         | مدة العرض     | ملاحظات        |
| --------------- | ------------------------ | --------------- | --------------- | ------------- | -------------- |
| ديرديفل         | أبطال خارقين / خيال علمي | 10 أبريل، 2015  | 2 موسم؛ 26 حلقة | 59-48 دقيقة   | جدد لموسم ثالث |
| جيسيكا جونز     | أبطال خارقين / خيال علمي | 20 نوفمبر، 2015 | 1 موسم؛ 13 حلقة | 55-46 دقيقة   | جدد لموسم ثاني |
| لوك كيج         | أبطال خارقين / خيال علمي | 30 سبتمبر، 2016 | 1 موسم؛ 13 حلقة | 65-46 دقيقة   | جدد لموسم ثاني |
| القبضة الحديدية | أبطال خارقين / خيال علمي | 17 مارس، 2017   | 1 موسم؛ 13 حلقة | 61-50 دقيقة   | قيد الإنتظار   |
| مارفل المدافعون | مسلسل قصير               | 18 أغسطس، 2017  | 8 حلقات         | 44 - 57 دقيقة | غ / م          |
| المعاقب         | أبطال خارقين / جريمة     | 17 نوفمبر، 2017 | 1 موسم؛ 13 حلقة | 49–57 دقيقة   | جدد لموسم ثانٍ  |
| لقاء بعد الموت  |                          |                 | موسم 1          | الحلقات 16    |                |

### برامج كوميدية
| العنوان                                 | النوع           | تاريخ البثّ      | المواسم          | مدة العرض     | ملاحظات                                               |
| --------------------------------------- | --------------- | --------------- | ---------------- | ------------- | ----------------------------------------------------- |
| كيمي شميت القوية                        | كوميديا         | 6 مارس، 2015    | 2 موسم؛ 26 حلقة  | 36-23 دقيقة   | سيعرض الموسم الثالث في 19 مايو، 2017                  |
| غرايس وفرانكي                           | كوميديا-دراما   | 8 مايو، 2015    | 2 موسم؛ 26 حلقة  | 35-25 دقيقة   | سيعرض الموسم الثالث في 24 مارس، 2017                  |
| سيد اللاشيء                             | كوميديا دراما   | 6 نوفمبر 2015   | 2 موسم؛ 20 حلقة  | 21–57 دقيقة   | قيد الانتظار                                          |
| صيف أمريكي حار ورطب: أول يوم من المعسكر | كوميديا         | 31 يوليو، 2015  | 1 موسم؛ 8 حلقة   | 30-27 دقيقة   | إنتهى                                                 |
| مع بوب وديفيد                           | مشاهد كوميدية   | 13 نوفمبر، 2015 | 1 موسم؛ 5 حلقة   | 33-27 دقيقة   | قيد الإنتظار                                          |
| حب                                      | كوميديا رومنسية | 19 فبراير، 2016 | 1 موسم؛ 10 حلقة  | 40-27 دقيقة   | سيعرض الموسم الثاني في 10 مارس، 2017. جدد لموسم ثالث. |
| فلاكد                                   | كوميديا         | 11 مارس، 2016   | 1 موسم؛ 8 حلقة   | 34-30 دقيقة   | جدد                                                   |
| نتفليكس يقدم: الشخصيات                  | مشاهد كوميدية   | 11 مارس، 2016   | 1 موسم؛ 8 حلقة   | 34-27 دقيقة   | جدد                                                   |
| المزرعة                                 | كوميديا الموقف  | 1 أبريل، 2016   | 1 موسم؛ 20 حلقة  | 34-28 دقيقة   | جدد                                                   |
| ليدي داينامايت                          | كوميديا         | 20 مايو، 2016   | 1 موسم؛ 12 حلقة  | 35-26 دقيقة   | جدد                                                   |
| سهل                                     | كوميديا رومنسية | 22 سبتمبر، 2016 | 1 موسم؛ 8 حلقة   | 30-26 دقيقة   | قيد الإنتظار                                          |
| فليبتعد الكارهون                        | كوميديا         | 14 أكتوبر، 2016 | 1 موسم؛ 8 حلقة   | 36-29 دقيقة   | جدد                                                   |
| حمية سانتا كلاريتا                      | كوميديا-رعب     | 3 فبراير، 2017  | 1 موسم؛ 10 حلقة  | 29-26 دقيقة   | قيد الإنتظار                                          |
| المديرة                                 | كوميديا         | 21 أبريل، 2017  | 1 موسم؛ 13 حلقة  | 24 - 29 دقيقة | قيد الإنتظار                                          |
| أعزائي الناس البيض                      | كوميديا         | 28 أبريل، 2017  | 1 موسم؛ 10 حلقات | 21 - 33 دقيقة |                                                       |
| أصدقاء الجامعة                          | كوميديا         | 14 يوليو، 2017  | 1 موسم؛ 8 حلقات  | 28 - 34 دقيقة | جدد لموسم ثاني                                        |
| المخرب الأمريكي                         | وثائقي ساخر     | 15 سبتمبر، 2017 | 1 موسم؛ 8 حلقات  | 26 - 42 دقيقة | قيد الإنتظار                                          |
| المهووس                                 | كوميديا سوداء   | 21 سبتمبر، 2018 | 10 حلقات         | 27–47 دقيقة   | —                                                     |

### رسوم متحركة
| العنوان             | النوع                | تاريخ البثّ     | المواسم         | مدة العرض   | ملاحظات        |
| ------------------- | -------------------- | -------------- | --------------- | ----------- | -------------- |
| بوجاك الرجل الحصان  | كوميديا سوداء، دراما | 22 أغسطس، 2014 | 3 موسم؛ 36 حلقة | 26-25 دقيقة | جدد لموسم رابع |
| ديسنشانتمنت (مسلسل) | كوميديا، فنتازيا     | 17 أغسطس 2018  | 1 موسم؛ 10 حلقة | 36–27 دقيقة | جدد            |

### الأنمي
| العنوان                 | النوع                 | تاريخ البثّ      | المواسم         | مدة العرض   | ملاحظات |
| ----------------------- | --------------------- | --------------- | --------------- | ----------- | ------- |
| Neo Yokio               | فنتازيا علمية كوميديا | سبتمبر 22, 2017 | 1 موسم، 6 حلقة  | 20–24 دقيقة | Pending |
| ديفل مان: الطفل الباكي  | أدب الخوارق أدب الرعب | يناير 5, 2018   | 1 موسم، 10 حلقة | 24–28 دقيقة | Pending |
| قريباً                   |                       |                 |                 |             |         |
| بي البداية              | خيال علمي             | مارس 2, 2018    | 1 موسم، 12 حلقة | TBA         | —       |
| أيكو - تجسد             | خيال علمي             | مارس 9, 2018    | 1 موسم، 12 حلقة | TBA         | —       |
| سيف غاي                 | أدب الخوارق           | مارس 23, 2018   | TBA             | TBA         | —       |
| الأغنية المفقودة (أنمي) | فيلم موسيقي فنتازيا   | مارس 31, 2018   | 1 موسم، 12 حلقة | TBA         | —       |
| ريتسوكو الشرسة ‏         | كوميديا               | أبريل 20, 2018  | 1 موسم، 10 حلقة | TBA         | —       |

### برامج أطفال

#### رسوم متحركة
| العنوان                   | تاريخ البثّ      | المواسم         | مدة العرض | ملاحظات      |
| ------------------------- | --------------- | --------------- | --------- | ------------ |
| توربو فاست                | 24 ديسمبر، 2013 | 3 موسم؛ 52 حلقة | 23 دقيقة  | قيد الإنتظار |
| حكايات الخضروات في المنزل | 26 نوفمبر، 2014 | 4 موسم؛ 52 حلقة | 23 دقيقة  | قيد الإنتظار |

### برامج حوارية
| العنوان             | تاريخ البثّ     | المواسم         | مدة العرض     | ملاحظات |
| ------------------- | -------------- | --------------- | ------------- | ------- |
| بيل نآي ينقذ العالم | 21 أبريل، 2017 | 1 موسم؛ 13 حلقة | 25 - 32 دقيقة |         |

### برامج أجنبية
برامج أصلية من إنتاج نتفليكس بلغات أجنبية غير-إنجليزية
| العنوان      | اللغة                 | النوع                     | تاريخ البثّ           | المواسم          | مدة العرض     | ملاحظات        |
| ------------ | --------------------- | ------------------------- | -------------------- | ---------------- | ------------- | -------------- |
| نادي الغربان | الإسبانية             | كوميديا-دراما             | 7 أغسطس، 2015        | 2 موسم؛ 23 حلقة  | 47-36 دقيقة   | قيد الإنتظار   |
| مارسيليا     | الفرنسية              | دراما سياسية              | 5 مايو، 2016         | 1 موسم؛ 8 حلقة   | 44-35 دقيقة   | جدد لموسم ثاني |
| هيبانا       | اليابانية             | دراما                     | 2 يونيو، 2016        | 1 موسم؛ 10 حلقات | 60-46 دقيقة   | قيد الإنتظار   |
| 3%           | البرتغالية (البرازيل) | خيال علمي                 | 25 نوفمبر، 2016      | 1 موسم؛ 8 حلقة   | 49-38 دقيقة   | جدد لموسم ثاني |
| صعب المراس   | الإسبانية             | دراما، جريمة              | 24 مارس، 2017        | 1 موسم؛ 15 حلقة  | 32-50 دقيقة   | غير معلوم      |
| فتيات الكابل | الإسبانية             | دراما تاريخية             | 28 أبريل، 2017       | 1 موسم؛ 8 حلقات  | 47 - 58 دقيقة |                |
| دارك         | لألمانية              | دراما، قوى خارقة          | 1 كانون الثاني، 2017 | 1 موسم؛ 10 حلقات | 45 - 57 دقيقة |                |
| المطر        | الدنماركية            | دراما ما بعد نهاية العالم | 4 مايو، 2018         | 1 موسم؛ 8 حلقات  | 36 – 49 دقيقة | جدد لموسم ثاني |

### برامج مشتركة
برامج أصلية من نتفليكس بالاشتراك مع شركات أخرى حول العالم.
| العنوان   | الشريك/الدولة              | النوع             | تاريخ البثّ      | المواسم         | مدة العرض   | اللغة      | مناطق البثّ | ملاحظات        |
| --------- | -------------------------- | ----------------- | --------------- | --------------- | ----------- | ---------- | ---------- | -------------- |
| المسافرون | شوكيس/كندا[31]             | خيال علمي / دراما | 23 ديسمبر، 2016 | 1 موسم؛ 12 حلقة | 50-44 دقيقة | الإنجليزية | حول العالم | جدد لموسم ثاني |
| حدود      | ديسكفري/كندا               | دراما تاريخية     | 20 يناير، 2017  | 1 موسم؛ 6 حلقة  | 47-46 دقيقة | الإنجليزية | حول العالم | جدد لموسم ثاني |
| إل كابو   | يونيفزيون/الولايات المتحدة | دراما             | 16 يونيو، 2017  | 1 موسم؛ 9 حلقة  | 55-40 دقيقة | الإسبانية  | حول العالم | جدد            |

### برامج مكملة
برامج من إنتاج قنوات أخرى كملت على نتفليكس لمواسم أخرى
| العنوان                               | النوع       | القناة السابقة            | تاريخ البثّ      | المواسم         | مدة العرض   | مناطق البثّ                                         | ملاحظات      |
| ------------------------------------- | ----------- | ------------------------- | --------------- | --------------- | ----------- | -------------------------------------------------- | ------------ |
| عائلة بلوث (موسم 4)                   | كوميديا     | فوكس                      | 26 مايو، 2013   | 1 موسم؛ 15 حلقة | 37-28 دقيقة | الولايات المتحدة، أمريكا اللاتينية، أوروبا الغربية | قيد الإنتظار |
| القتل (موسم 4)                        | دراما-جريمة | أي إم سي                  | 1 أغسطس، 2014   | 1 موسم؛ 6 حلقة  | 60-54 دقيقة |                                                    | إنتهى        |
| دريم وركس التنانين (موسم 3، 4، 5، و6) | رسوم متحركة | كرتون نتورك               | 26 يونيو، 2015  | 4 موسم؛ 52 حلقة | 23-22 دقيقة | حول العالم                                         | قيد الإنتظار |
| المرآة السوداء (موسم 3)               | خيال علمي   | القناة الرابعة البريطانية | 21 أكتوبر، 2016 | 1 موسم؛ 6 حلقة  | 89-52 دقيقة | حول العالم                                         | جدد          |
| متيم بالحب (موسم 2)                   | كوميديا     | القناة الرابعة البريطانية | 17 نوفمبر، 2016 | 1 موسم؛ 8 حلقة  | 27-25 دقيقة | حول العالم                                         | جدد          |

### برامج وثائقية
| العنوان     | النوع   | تاريخ البثّ     | المواسم         | مدة العرض     | ملاحظات      |
| ----------- | ------- | -------------- | --------------- | ------------- | ------------ |
| تشيلسي تفعل | كوميديا | 23 يناير، 2016 | 1 موسم؛ 4 حلقات | 62 - 74 دقيقة | قيد الإنتظار |
| خمسة عادوا  | وثائقي  | 31 مارس، 2017  | 1 موسم؛ 3 حلقات | 59 - 69 دقيقة | قيد الإنتظار |

### أفلام

#### دراما
| العنوان                  | النوع       | تاريخ الإصدار   | مدة العرض                     | اللغة      |
| ------------------------ | ----------- | --------------- | ----------------------------- | ---------- |
| وحوش بلا وطن             | حرب / دراما | 16 أكتوبر، 2015 | 136 دقيقة (2 ساعة، و16 دقيقة) | الإنجليزية |
| سبع سنين                 | دراما       | 28 أكتوبر، 2016 | 76 دقيقة (1 ساعة، و16 دقيقة)  | الإسبانية  |
| آي بوي                   | خيال علمي   | 27 يناير، 2017  | 90 دقيقة (1 ساعة، و30 دقيقة)  | الإنجليزية |
| الرمال الحارقة           | دراما       | 10 مارس، 2017   | 102 دقيقة (1 ساعة، 42 دقيقة)  | الإنجليزية |
| ديدرا ولاني يسرقون قطارا | دراما       | 17 مارس، 2017   | 94 دقيقة (1 ساعة، و34 دقيقة)  | الإنجليزية |
| الإكتشاف                 | خيال علمي   | 31 مارس، 2017   | 102 دقيقة (1 ساعة، 42 دقيقة)  | الإنجليزية |
| جرائم صغيرة              | دراما       | 28 أبريل، 2017  | 95 دقيقة (1 ساعة، 35 دقيقة)   | الإنجليزية |

#### كوميديا
| العنوان                    | النوع          | تاريخ الإصدار   | مدة العرض                     | اللغة      |
| -------------------------- | -------------- | --------------- | ----------------------------- | ---------- |
| السخفاء الستة              | الغرب الأمريكي | 11 ديسمبر، 2015 | 119 دقيقة (1 ساعة، و59 دقيقة) | الإنجليزية |
| ساندي ويكسلر               | كوميديا        | 14 أبريل، 2017  | 131 دقيقة (2 ساعة، و11 دقيقة) | الإنجليزية |
| وسيم: فيلم غموض من نتفليكس | كوميديا        | 5 مايو، 2017    | 81 دقيقة (1 ساعة، و21 دقيقة)  | الإنجليزية |

#### وثائقي
| العنوان | تاريخ الإصدار  | مدة العرض                    | اللغة      |
| ------- | -------------- | ---------------------------- | ---------- |
| ميت     | 24 يناير، 2014 | 73 دقيقة (1 ساعة، و13 دقيقة) | الإنجليزية |

## حقوق البثّ الحصرية
| العنوان          | النوع            | مدة العرض                    | حقوق البثّ                                                                          |
| ---------------- | ---------------- | ---------------------------- | ---------------------------------------------------------------------------------- |
| ماذا حدث للإثنين | إثارة، خيال علمي | 123 دقيقة (2 ساعة، و3 دقيقة) | الولايات المتحدة، أمريكا اللاتينية، دول الكاريبي، المملكة المتحدة، إيرلندا، ومالطا |

## وصلات خارجية
- برامج نتفليكس الأصلية على موقع نتفليكس